# Antonino Madonia
Antonino Madonia, detto anche Nino (Palermo, 14 settembre 1952), è un mafioso italiano, boss mafioso della famiglia di Resuttana e condannato a 7 ergastoli come responsabile di vari omicidi.
Primogenito del boss di Cosa nostra Francesco Madonia, capo storico del mandamento di Resuttana, morto in carcere a Napoli nel 2007 e uno dei maggiori alleati dei Corleonesi. Anche i fratelli di Antonino appartengono alla stessa famiglia mafiosa: Giuseppe il secondogenito, Salvatore detto "Salvino" e Aldo, il più piccolo dei fratelli, di professione farmacista.

## I delitti
È il responsabile materiale di numerosi delitti, molti dei quali inseriti nel contesto della seconda guerra di mafia (1981-1984), come gli omicidi di Stefano Bontate, Salvatore Inzerillo e Rosario Riccobono, ma anche quelli di personaggi legati alla politica e alle istituzioni, tra cui figurano:
- quello del medico chirurgo Sebastiano Bosio;
- quello del Segretario regionale del PCI e parlamentare Pio La Torre e del suo collaboratore Rosario Di Salvo;
- la strage della circonvallazione, in cui vennero massacrati il boss detenuto Alfio Ferlito insieme ai tre carabinieri della scorta, Salvatore Raiti, Silvano Franzolin e Luigi Di Barca, e all'autista civile Giuseppe Di Lavore;
- quello del prefetto di Palermo Carlo Alberto dalla Chiesa, assassinato insieme alla moglie Emanuela Setti Carraro e all'agente di scorta Domenico Russo;
- la strage di via Giuseppe Pipitone Federico, in cui morirono il capo dell'ufficio istruzione del Tribunale di Palermo, il giudice Rocco Chinnici, i due carabinieri di scorta (il maresciallo Mario Trapassi e l'appuntato Salvatore Bartolotta) e il portiere dello stabile in cui il giudice abitava, Stefano Li Sacchi, fatti saltare in aria con un'autobomba imbottita di tritolo;
- quello del Vice Capo della Squadra Mobile di Palermo Ninni Cassarà, assassinato insieme all'agente di polizia e suo collaboratore Roberto Antiochia.
- la strage di Pizzolungo, che aveva come obiettivo il giudice Carlo Palermo, il quale rimase illeso, ma che uccise gli innocenti Barbara Rizzo e i figli Giuseppe e Salvatore Asta, gemelli di 6 anni.[2][3]

Inoltre è stato condannato anche per il fallito attentato all'Addaura del giugno 1989 e implicato come possibile esecutore materiale dell'omicidio di Piersanti Mattarella.
Madonia faceva parte di un gruppo di fuoco formato da killer spietati che agiva sotto le direttive di Totò Riina. Di quel gruppo facevano parte anche Giuseppe Giacomo Gambino, Pino Greco detto Scarpuzzedda, Mario Prestifilippo, Filippo Marchese, i fratelli Antonino e Giuseppe Marchese, Giuseppe Lucchese, Giovanbattista Pullarà, Vincenzo Puccio, Calogero Ganci e altri.

## L'ascesa al potere e l'arresto
Nel 1971 Madonia (appena diciottenne) e il padre Francesco vennero arrestati perché vennero trovati nel fondo Gravina di Pallavicino (di sua proprietà) 400 candelotti di dinamite, alcuni dei quali vennero utilizzati negli attentati dinamitardi contro enti e uffici pubblici di Palermo durante la notte di Capodanno del 1970.
Nel 1984 dopo le rivelazioni dei collaboratori di giustizia Tommaso Buscetta e Salvatore Contorno fu raggiunto da un mandato di cattura per associazione mafiosa: secondo le indagini dei giudici Giovanni Falcone e Paolo Borsellino, Nino Madonia risiedeva a Costanza, in Germania, dove era collegato con il finanziere Vito Roberto Palazzolo nel riciclaggio dei narco-dollari della "Pizza connection". Venne condannato a 15 anni di reclusione nel maxi-processo di Palermo.
Il 5 Luglio 1987 viene arrestato insieme al padre e al fratello Giuseppe. Uscito di galera dopo solo un anno, l'allora capo di Cosa nostra Totò Riina gli affida la reggenza del mandamento del quartiere Resuttana di Palermo al posto del padre ormai carcerato.
Il 28 Dicembre del 1989 la polizia arrestò Madonia in un appartamento di via Mariano d'Amelio (dove tre anni dopo avvenne la famosa strage) nel quale fu ritrovato un libro mastro delle estorsioni recapitate a circa 150 imprenditori. La lista includeva i nomi di auto-saloni, boutique, ristoranti e piccole fabbriche le cui estorsioni variano dalle 150.000 lire a 7 milioni di lire. Nessuno di coloro i cui nomi erano riportati nella lista degli estorti aiutò gli investigatori a individuare l'identità degli estorsori. Da allora si trova in carcere dove deve scontare una serie di condanne all'ergastolo per omicidio plurimo di stampo mafioso.
Nel 2008 ci fu una forte polemica riguardo alla revoca del regime di cui all'articolo 41bis a cui era sottoposto in funzione anche del fatto che durante gli anni di detenzione e malgrado le restrizioni cautelari la famiglia Madonia non ha mai smesso di gestire i propri affari illeciti e ad avere rapporti con Cosa nostra almeno fino al 2006 quando ne fu arrestato il capo Bernardo Provenzano. Al riguardo ci fu un'indagine in quella che è stata chiamata operazione Rebus (condotta dai carabinieri) conclusasi nel 2009 e che ha visto i Madonia a nuovi capi di imputazione assieme a dei complici.
Il 19 marzo 2021 viene condannato all'ergastolo dal GUP di Palermo Alfredo Montalto per l'omicidio di Antonino Agostino e della moglie Ida Castelluccio. La sentenza è stata poi annullata con rinvio dalla Corte di Cassazione.